# Județul Cetatea-Albă (interbelic)
Județul Cetatea Albă a fost o unitate administrativă de ordinul întâi din Regatul României, aflată în regiunea istorică Basarabia. Reședința județului era municipiul Cetatea Albă.

## Întindere

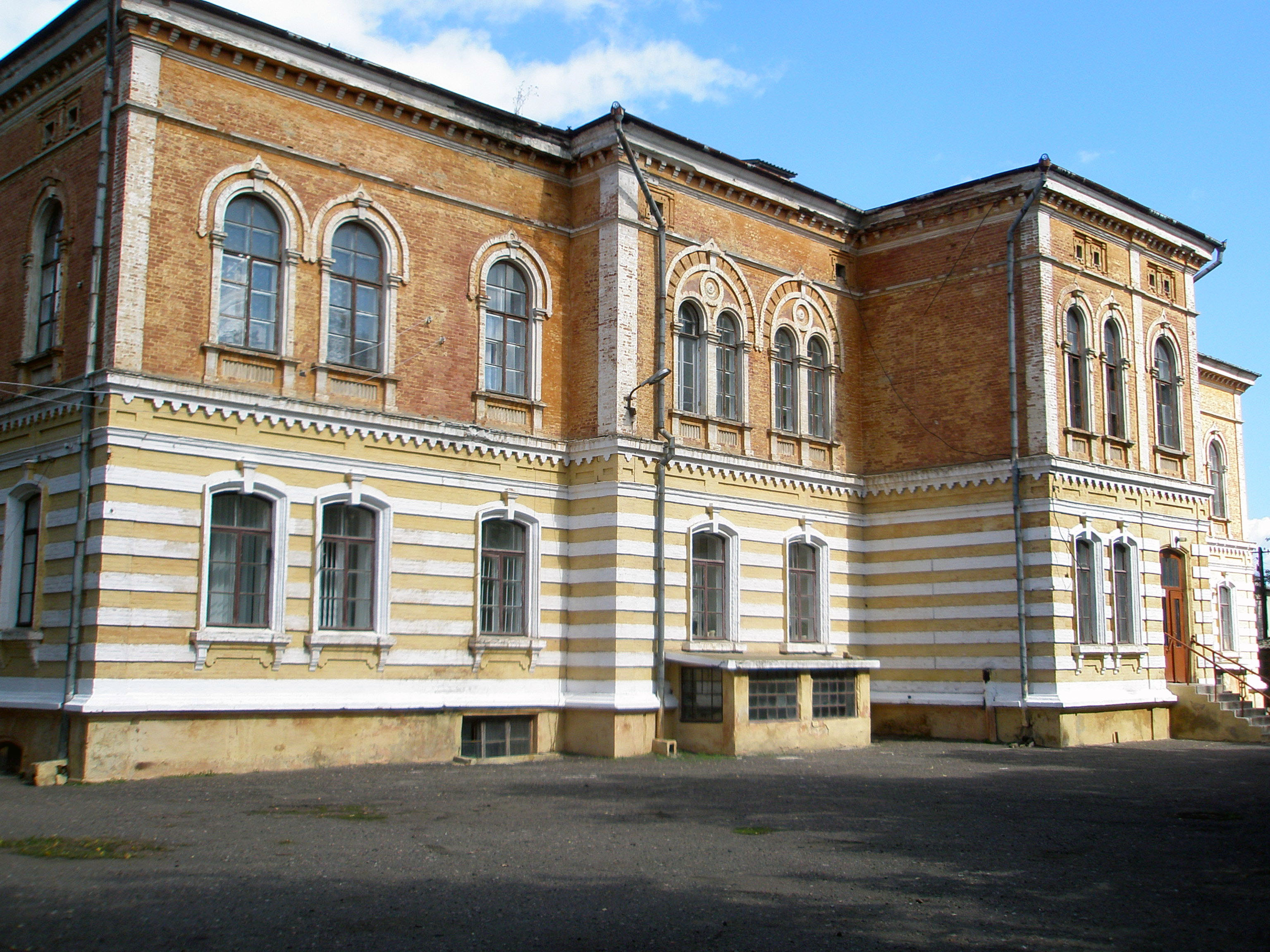
Clădirea Prefecturii județului Cetatea Albă din perioada interbelică. Clădirea-monument istoric găzduiește în prezent sediul administrativ al raionului Cetatea Albă din Ucraina.

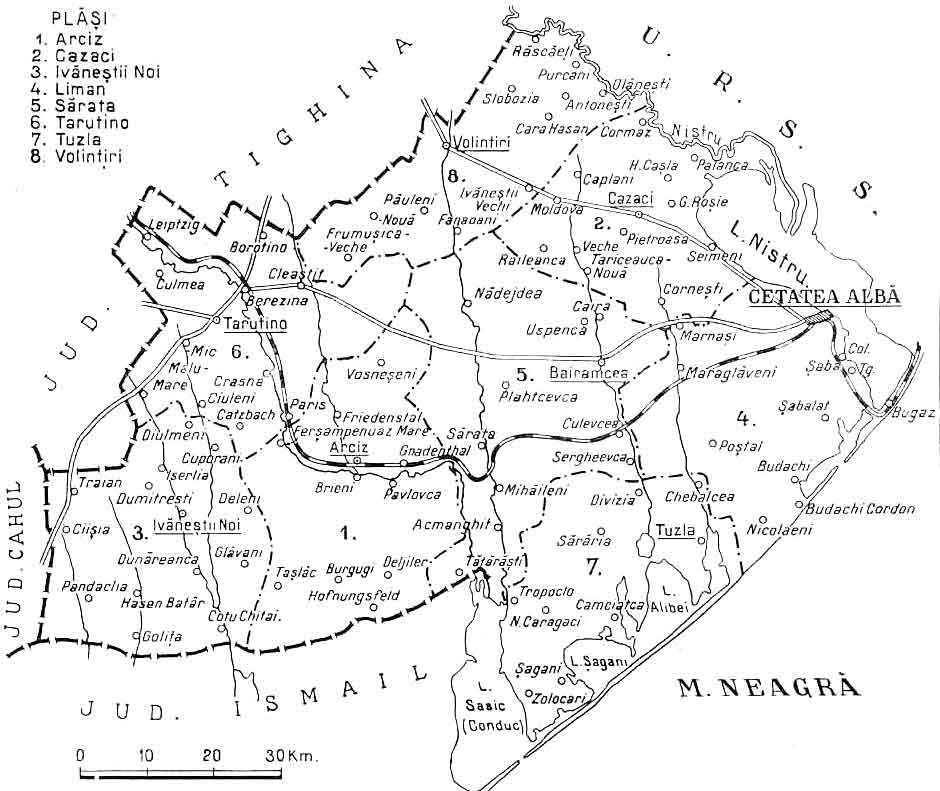
Harta județului, cu dispunerea și denumirea plășilor, în anul 1938.

Județul se afla în partea estică a României Mari, în sudul regiunii Basarabia. Actualmente teritoriul fostului județ aparține parțial Regiunii Odesa din Ucraina. Se învecina la vest cu județul Cahul, la nord cu județul Tighina, iar la sud cu județul Ismail. La est se afla granița cu Uniunea Sovietică, iar în partea de sud-est județul avea ieșire la Marea Neagră.

## Organizare
Teritoriul județului era împărțit inițial în șase plăși:
1. Plasa Cazaci,
2. Plasa Tarutino,
3. Plasa Tașlâc,
4. Plasa Tatar-Bunar,
5. Plasa Tuzla și
6. Plasa Volintiri.

Ulterior, teritoriul județului a fost reorganizat în opt plăși:
1. Plasa Arciz,
2. Plasa Cazaci,
3. Plasa Ivăneștii Noi,
4. Plasa Liman,
5. Plasa Sărata,
6. Plasa Tarutino,
7. Plasa Tuzla și
8. Plasa Volintiri.

Pe teritoriul județului Cetatea Albă se aflau două localități urbane: Cetatea Albă, municipiu și reședința județului, respectiv Tuzla, comună urbană (oraș).

## Populație
Conform recensământului din 1930 populația județului era de 341.176 locuitori, dintre care 20,9% bulgari, 20,5% ucraineni, 18,5% români, 17,3% ruși, 16,3% germani, 3,3% evrei, 2,3% găgăuzi, 0,1% armeni. Din punct de vedere confesional populația era alcătuită din ortodocși (79,0%), urmați fiind de lutherani, mozaici ș.a.
| Nr. | Municipii, orașe, plăși                       | Populație |
| --- | --------------------------------------------- | --------- |
| 1   | municipiul Cetatea Albă (inclusiv suburbiile) | 34 485    |
| a   | suburbia Păpușoi                              | 4 167     |
| b   | suburbia Șaba                                 | 787       |
| c   | suburbia Turlachi                             | 8 624     |
| 2   | orașul Tuzla (inclusiv suburbiile)            | 3 146     |
| a   | suburbia Bazareanca                           | 477       |
|     | Total orașe                                   | 37 631    |
| 1   | Plasa Cazaci                                  | 49 144    |
| 2   | Plasa Tarutino                                | 46 162    |
| 3   | Plasa Tașlâc                                  | 61 042    |
| 4   | Plasa Tatar-Bunar                             | 58 502    |
| 5   | Plasa Tuzla                                   | 44 605    |
| 6   | Plasa Volintiri                               | 44 090    |
|     | Total rural                                   | 303 545   |
|     | Total județ                                   | 341 176   |

## Materiale documentare

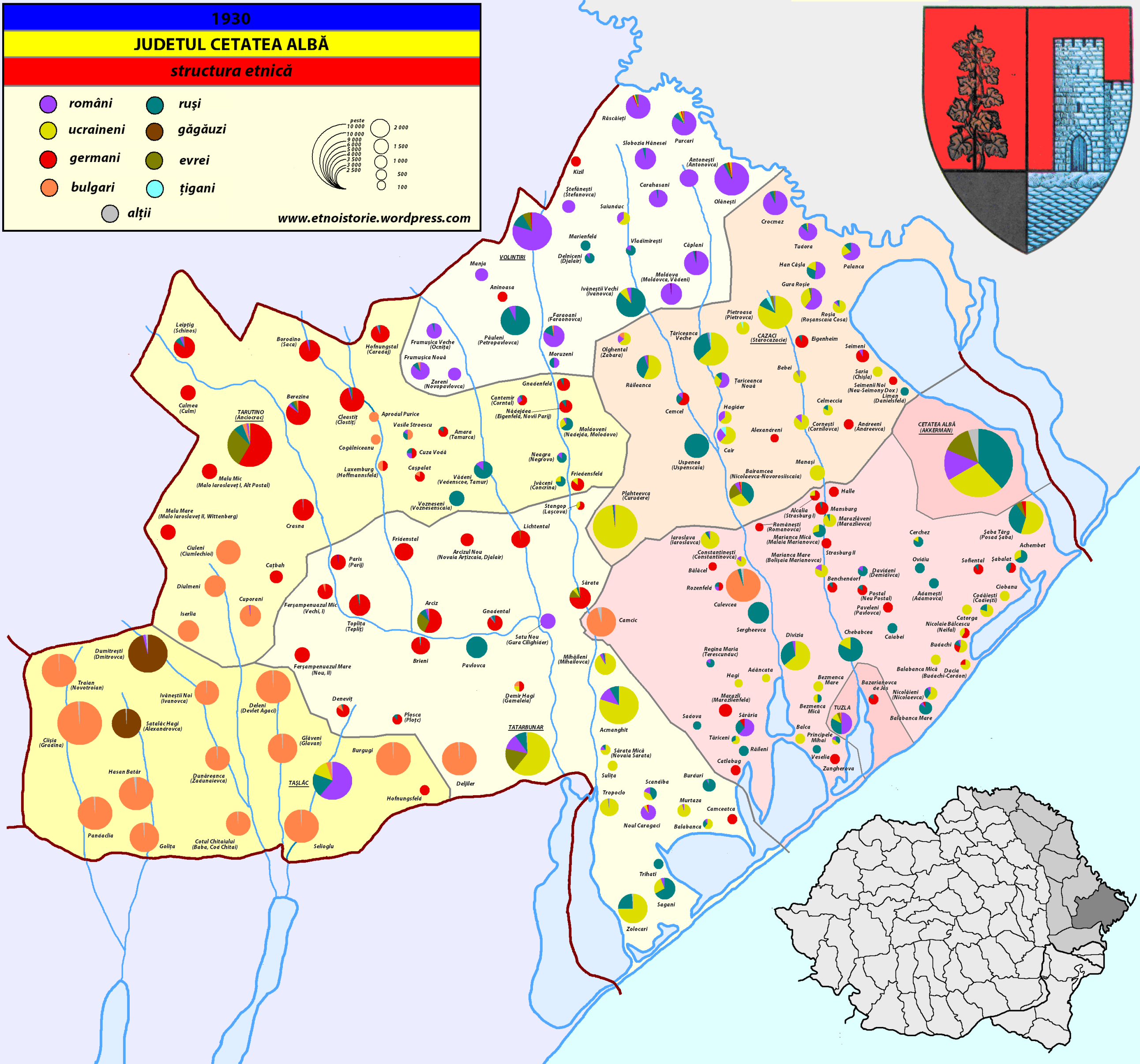
Structura etnică a județului Cetatea Albă în anul 1930